# Interacțiune tare
Interacțiunea tare, numită și Forța nucleară tare, este una din cele 4 interacțiuni fundamentale naturale cunoscute în prezent, celelalte trei fiind:
- Interacțiunea electromagnetică
- Interacțiunea slabă sau Forța nucleară slabă
- Gravitația.

Forța nucleară tare este și cea mai puternică din aceste interacțiuni, fiind de 100 de ori mai puternică decât forța electromagnetică, de 106 ori mai puternică decât forța slabă și de 1039 ori mai mare ca forța gravitațională. 
Forța nucleară tare face ca protonii și neutronii să rămână integri și stabili. Are o distanță de acțiune foarte scurtă, de circa 10-16 metri. În acest context, ea este o forță nucleară.
În fizica nucleară forța nucleară tare ține quarkurile și gluonii împreună pentru a forma hadroni, adică barionii, care includ protonii și neutronii, precum și mezonii, adică kaonii, mezon rho, pionii, etc. 
Se consideră că interacțiunea tare este mediată de gluoni care acționează asupra quarcurilor, anti-quarcurilor și împotriva gluonilor înșiși. Acest proces este detaliat în teoria cuantică cromodinamică(QCD).

## Istorie
Înaintea anilor 1970, protonii și neutronii erau considerați particule elementare indivizibile. Era cunoscut că protonii purtau o sarcină electrică pozitivă. În ciuda faptului că respingerea electromagnetică realiza respingerea particulelor încărcate cu același fel de sarcină electrică, mai mulți protoni apăreau legați împreună în nucleele atomice cu neutroni cu sarcina zero, nu se știa mecanismul acestor legături.
Mult mai târziu s-a descoperit că protonii și neutronii nu erau particule fundamentale, ci erau constituite din alte particule, denumite quarcuri. Atracția puternică între nucleoni erau efectul secundar al unei forțe care țineau împreună quarcurile din protoni și neutroni. Teoria cuantică a cromodinamicii explică cum cuarcii poartă o caracteristică numită culoare, deși nu are nici o legătură cu spectrul vizibil....

## Cromodinamica cuantică
În teoria cromodinamicii cuantice, interacțiunea puternică este descrisă, la fel ca forța electromagnetică și interacțiunea slabă, prin intermediul schimbului de bosoni. Cuanta câmpului interacțiunii tari este gluonul, existând opt tipuri de gluoni. Gluonii transmit sarcină de culoare (care pot fi de trei tipuri: "verde", "albastră" și "roșie") între quarcuri. Antiquarcurile au sarcinile de culoare specifice: "antiverde", "antiroșie" și "antialbastră". Suma sarcinilor de culoare dintr-un hadron trebuie să fie egală cu zero, adică toate culorile trebuie să se compenseze pentru a forma un hadron de culoare "albă". Barionii sunt formați din 3 quarcuri, care trebuie să aibă culori diferite.Intr-un barion nu pot exista 2 sau mai multe quarcuri cu aceeași sarcina coloristica. Un gluon poate interacționa cu alți gluoni și poate schimba sarcinile de culoare între ei. Forța tare acționează doar asupra quarcurilor și asupra gluonilor, singurele particule fundamentale care poartă o sarcină de culoare permanentă. Toate quarcurile și gluonii interacționează prin intermediul forței tari, aceasta fiind caracterizată de o constantă de cuplare puternică. 
Gluonii, cuantele câmpului interacțiunii puternice, pot fi la rândul lor de o "culoare" și de o "anti-culoare" corespunzătoare (exemplu: antiroșu-albastru). Există nouă posibilități de combinare între cei 8 gluoni din motive matematice legate de grupul de simetrie "SU(3)", care reprezintă fundamentul matematic al cromodinamicii cuantice (combinația verde-antiverde este neutră din punct de vedere al sarcinii de culoare). Interacțiunea unui gluon cu un quarc poate schimba culoarea quarcului: un gluon albastru-antiroșu absorbit de un quarc roșu îl va transforma pe acesta într-un quarc albastru. O consecință a acestui mecanism este că sarcina de culoare a unui quarc se va schimba prin intermediul schimbului continuu de gluoni cu vecinii săi, dar sarcina totala a unui sistem izolat de particule se conservă în timp. 
O caracteristică importantă a forței tari este că acționează de asemenea asupra cuantelor câmpului său, gluonii, din cauza sarcinii lor de culoare. De exemplu, un gluon verde-antiroșu poate absorbi un gluon albastru-antiverde pentru a deveni antiroșu-albastru. Acest fenomen este marginal în cazul altor tipuri de interacțiuni fundamentale: fotonul, de exemplu, nu este încărcat electric (de fapt, interacțiunea slabă are o caracteristică similară în privința sarcinilor W + și W-, dar consecințele acestei interacțiuni sunt neglijabile). În cazul forței tari, această caracteristică rezultă într-un câmp foarte limitat pentru această forță, de ordinul diametrului unui hadron (~ 1 fm). O altă consecință este că forța de interacțiune între două quarcuri este aproape constantă, spre deosebire de alte interacțiuni în care forța este proporțională cu inversul pătratului distanței. Dacă am încerca să despărțim două quarcuri, ar trebui să aplicăm o energie tot mai mare pe măsură ce distanța dintre aceștia crește. La un moment dat, am furniza suficientă energie pentru a crea noi quarcuri și antiquarcuri, care s-ar alătura quarcurilor inițiali pentru a crea noi hadroni.
Forța tare are o proprietate numită libertate asimptotică, ceea ce înseamnă că, cu cât quarcurile se apropie mai mult unele de altele, cu atât forța nucleară tare se micșorează mai repede, apropiindu-se asimptotic de valoarea zero. În schimb, cu cât quarcurile se îndepărtează unele de altele, forța crește în magnitudine. Quarcurile nu pot fi găsite în stare liberă în Univers din cauza fenomenului de confinare. Trebuie calculate funcțiile beta, care codifică comportamentul constantei de cuplaj. În teoriile de calibru non-abeliene constanta de cuplaj este negativă.Chiar mai mult cuplajul scade logaritmic cu creșterea energiei, deci cromodinamica cuantică ar trebui să devină cuplată puternic la energii joase, iar aplicarea unei expansiuni de puteri ale constantei de cuplaj adimensionale g nu mai este valabilă. Dat fiind că odată cu scăderea energiei, cuplajul a crescut, metodele perturbative cu dezvoltarea cu o serie de puteri nu mai țin, metodele neperturbative ar fi cele mai eficiente în această situație.Pe langa libertatea asimptotica este prezenta si confiarea,adica quarcurile sunt confiati in particula.Daca se incearca despartirea unui quarc,atunci energia campului gluonic compenseaza printr-un alt quarc ,de aici rezulta si inexistenta quarcului liber.La energii de peste o anumita limita n ,intervine libertatea asimptotica iar la energii sub aceasta intervine confiarea.

## Nucleul atomic
Forța nucleară tare explică de ce nucleul atomic, alcătuit din protoni încărcați cu o sarcină pozitivă și neutronii neutri din punct de vedere electric, este destul de stabil. Spre deosebire de forța tare, forța nucleară descrește odată cu mărirea distanței dintre particule. În cadrul nucleului, forța nucleară are un caracter rezidual. 
Nucleonii au mereu sarcina de culoare egală cu zero. Cu toate acestea, există o interacțiune reziduală între aceștia (însă aceasta este departe de a fi comparabilă cu forțele van der Waals, care pot fi considerate ca interacțiuni electromagnetice între atomii neutri din punct de vedere electric și/sau molecule).
La o distanță de aproximativ 2,5 fm, forța de atracție a interacțiunii puternice reziduale este comparabil de puternică cu repulsia electrostatică dintre protoni. La o distanță mai mare, forța puternică reziduală descrește exponențial, în timp ce forța electrostatică scade proporțional cu 1/r2. Această interacțiune dintre cele două forțe fundamentale explică coeziunea nucleelor atomice, dar și procesul de fisiune al nucleelor grele. Fenomenologic, interacțiunea puternică reziduală poate fi descrisă ca un schimb de pioni.
Un lucru care ajută la micșorarea repulsiei dintre protonii unui nucleu este prezența neutronilor. Aceștia sunt neutri din punct de vedere electric și nu sunt respinși de către protoni. Neutronii participă la schimbul de mezoni în cadrul nucleului, creând o forță suficient de puternică pentru a depăși repulsiile electronice reciproce și nucleul să rămână stabil. Astfel, neutronii liberi penetreaza ușor prin bariera electrostatică a nucleului, învingând repulsia prin schimbul de mezoni, intrând astfel în componența nucleului.